# ランドルフ (マサチューセッツ州)
ランドルフ（英: Randolph）は、アメリカ合衆国マサチューセッツ州のノーフォーク郡にある都市。人口は3万4985人（2020年）。ランドルフは2010年に新憲章を採択し、伝統的なタウンミーティング方式から市政委員会・マネジャー方式の政府に変更した。市の形態の政府を採ると申請し認められたものの、市名の中に「町」を残すことを選ぶ州内14市の1つである。

## 歴史

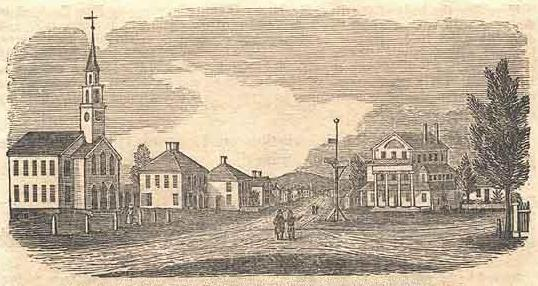
1839年のランドルフ

ランドルフとなった地域はコチャト族とポンカポーグ族インディアンからコチャティコムと呼ばれていた。ブレインツリー町の南部であった所から1793年に町として法人化された。ジョン・V・ビールが行った100周年演説に拠ると、町の名は大陸会議の初代議長を務めたペイトン・ランドルフにちなんで名付けられた。
ランドルフの昔は大きな靴製造会社が幾つかあった。「ランディーズ」など人気のあるスタイルの靴が専らランドルフで製造された。1793年に町として法人化されたとき、地元農夫達が自給自足農業の収入を補うために、靴や長靴を作っていた。その後の半世紀、このサイドビジネスが町の主要産業となり、ニューイングランド、カナダ、アイルランド、さらに後にはイタリアや東ヨーロッパから労働者を惹きつけることとなり、それぞれが町の生活の質に新たな物を付け加えた。1850年までにランドルフは国内でも最大級の靴製造の地となり、カリフォルニア州やオーストラリアまで靴を出荷していた。
20世紀初めに靴産業が衰退を始め、ランドルフは郊外住宅の町として変革することになった。長靴と靴の製造を軽工業とサービス産業が補った。町が主要な交通ネットワークに近いことで、ボストンや他の町から家族単位で流入し、ランドルフに住んではいるが大都市圏のどこかで働いているという人々が増えた。
1950年代から、ボストン市のドーチェスターやマッタパン地区からユダヤ人が脱出してランドルフに入って来たので、ユダヤ人社会が大きく成長した。1950年時点で15から20のユダヤ人家族が住んでいただけだったが、1970年には7,000人、1980年には約9,000人とボストンの南では最大のユダヤ人社会となった。その最盛期には、「カシェル」の肉屋、ジュダイカ店、カシェルのパン屋があり、シナゴーグも2つあった。1990年代初期のその人口は約6,000人に減少した。
全国的に行われた「禁煙の日」のヒントは、ランドルフ高校の生活指導教諭アーサー・マラニーが言い出したものであり、1969年に生徒との討論で、グラウンドで見つけたタバコの吸い殻1個につきニッケル貨（5セント）が1個あれば、生徒全員をカレッジに送り出せると主張した。これが1970年の高校生による運動の端緒となり、ランドルフ・ロータリークラブが支援し、地元の喫煙者が1日禁煙して、それでできた貯金をカレッジの奨学金に回すことにした。禁煙の日は1976年に全国的なものになった。
ランドルフにはランバルドのファンクション・ファシリティがあり、シャトー・ド・ビユとして始まった。この施設はその大きなシャンデリアと螺旋階段で有名であり、高校の宣伝用写真の背景として使われている。

### 歴史登録財

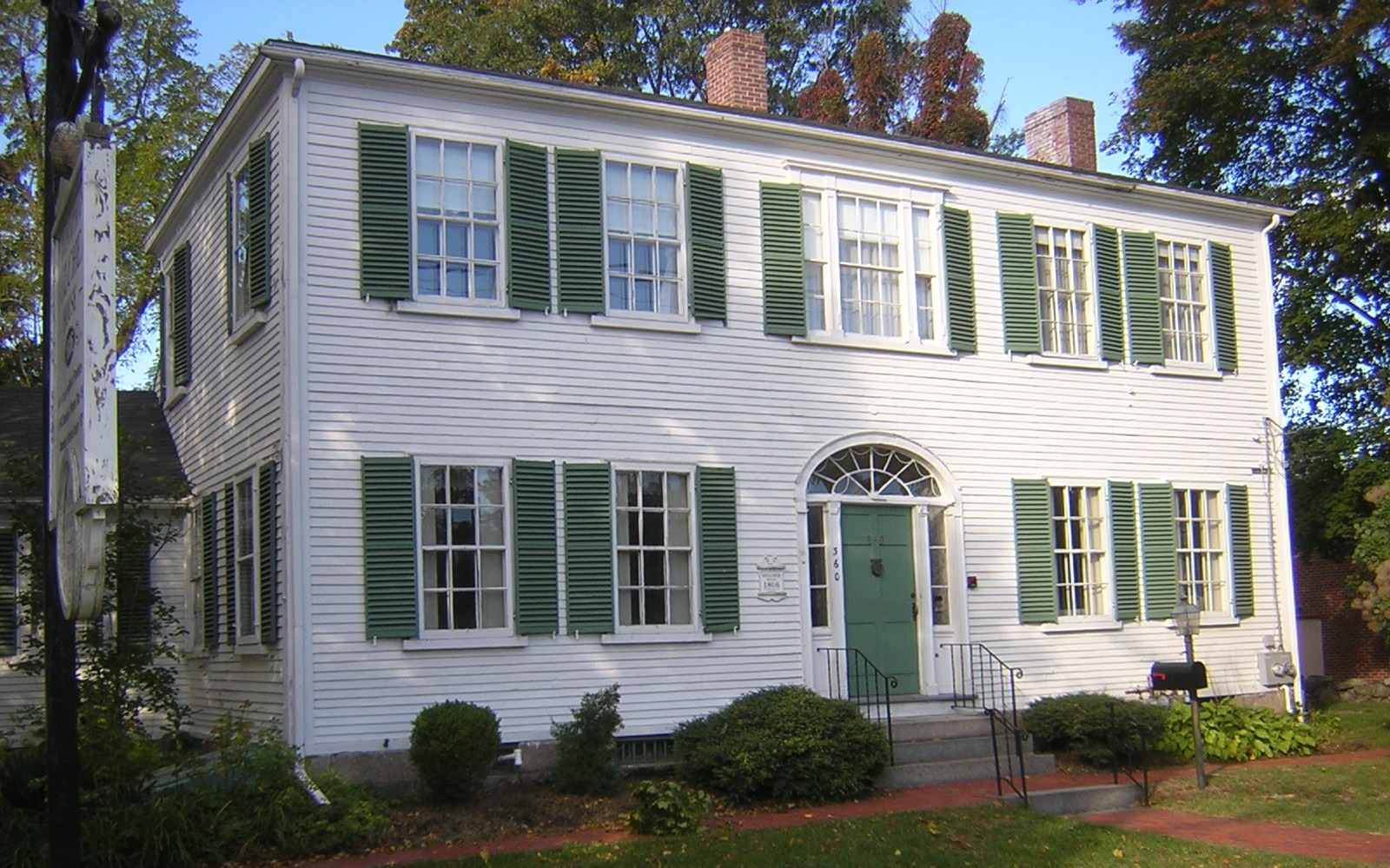
ジョナサン・ベルチャー邸

ランドルフ市内にはアメリカ合衆国国家歴史登録財に指定される場所が下記の3か所ある。
- ジョナサン・ベルチャー邸、メインストリート北360、1976年4月30日登録
ジョナサン・ベルチャー（1767年–1839年）の邸宅、1806年建設、1911年からはランドルフ・クラブ
- ポンカポーグ・キャンプ・オブ・アパラチアン・マウンテン・クラブ、1980年9が25日登録
- ジルズ農園考古学地区、1983年10月4日登録

## 地理
ランドルフ市はボストン市の南24キロメートルに位置している。マサチューセッツ州東部にあり、北はミルトン町とクインシー市、東はブレーインツリー市とホルブルック町、西はカントン町、南と南西はエイボン町とストウトン町に接している。座標は北緯42度09分24秒 西経71度2分56秒 / 北緯42.15667度 西経71.04889度 (42.173417, −71.049124)。
アメリカ合衆国国勢調査局に拠れば、市域全面積は10.5平方マイル (27.2 km2)であり、このうち陸地10.1平方マイル (26.1 km2)、水域は0.4平方マイル (1.1 km2)で水域率は4.10%である。市内はコチャト川とブルーヒル川が流れ、ネポンセット川に注いでいる。

## 人口動態
ランドルフの人口は増加傾向にある。少数民族が比較的多い（半数を超える人種・民族はいない）。小学生の60%が黒人、21%がヒスパニック（ドミニカ系とハイチ系が多い）、11%が白人、8%がアジア系である。
以下は2010年国勢調査による人口統計データである。
| 基礎データ - 人口: 32,158 人 - 世帯数: 11,564 世帯 - 家族数: 8,038 家族 - 人口密度: 1,447.3人/km2（3,184 人/mi2） - 住居数: 11,564 軒 - 住居密度: 442.2軒/km2（1,145.4 軒/mi2） 人種別人口構成 - 白人: 41.6% - アフリカン・アメリカン: 38.3% - ネイティブ・アメリカン: 0.3% - アジア人: 12.4% - ベトナム系：6.3% - 中国系：3.3% - フィリピン系：0.9% - インド系：0.8% - 太平洋諸島系: 0.0% - その他の人種: 3.7% - 混血: 3.5% - ヒスパニック・ラテン系: 6.4% 年齢別人口構成 - 18歳未満: 21.7% - 18-24歳: 8.7% - 25-44歳: 26.5% - 45-64歳: 29.4% - 65歳以上: 13.5% - 年齢の中央値: 38歳 - 性比（女性100人あたり男性の人口） - 総人口: 91.7 - 18歳以上: 88.0 | 世帯と家族（対世帯数） - 18歳未満の子供がいる: 29.4% - 結婚・同居している夫婦: 46.7% - 未婚・離婚・死別女性が世帯主: 17.4% - 非家族世帯: 30.5% - 単身世帯: 24.5% - 65歳以上の老人1人暮らし: 9.6% - 平均構成人数 - 世帯: 2.75人 - 家族: 3.31人 収入と家計 - 収入の中央値 - 世帯: 55,255米ドル - 家族: 61,942米ドル - 性別 - 男性: 41,719米ドル - 女性: 32,500米ドル - 人口1人あたり収入: 23,413米ドル - 貧困線以下 - 対人口: 4.1% - 対家族数: 2.5% - 18歳未満: 4.5% - 65歳以上: 5.0% |

## 交通
ランドルフ市はボストン大都市圏にあり、鉄道、航空、高規格道路の設備が優れている。州道128号線と州間高速道路495号線が地域を内側と外側に分けその間に多くの「スポーク」となる道路で、ボストンの空港、港、インターモーダル施設へ直接結びつけられている。

### 主要高規格道路
主要高規格道路は州間高速道路93号線とアメリカ国道1号線であり、町の北端を通っている。南北方向のマサチューセッツ州道24号線（フォールリバー・イクスプレスウェイ）と同28号線が並行して走り、東西方向には州道139号線が通っている。

### 鉄道
ボストン市の南駅に向かう通勤鉄道は、マサチューセッツ湾交通局のミドルボロ線があり、ホルブルックとランドルフの境、ユニオン通り（州道139号線）にあるホルブルック/ランドルフ駅から利用できる。同じくマサチューセッツ湾交通局のレッドラインは、ブレインツリーとクインシー駅から利用できる。

### バス
ランドルフ市はマサチューセッツ湾交通局のメンバーであり、クインシー・アダムズ、クインシー・センター、アシュモント駅へのバス定期路線が運行されている。高齢者や障碍者のために補助的交通機関である「ザ・ライド」も運行されている。
ブロックトン地域交通局がアシュモントなどからブロックトンへのバス便を運行している。

### 空港
ノーウッド記念空港は代替施設であり、アクセスが容易である。滑走路はアスファルト舗装、長さ4,001フィート (1,220 m)、幅150フィート (45 m) と長さ4,007フィート (1,221 m)、幅150フィートの2本がある。非精密計器進入が可能である。しかし、ランドルフ市民の大半はジェネラル・エドワード・ローレンス・ローガン国際空港を利用している。

## 市政府

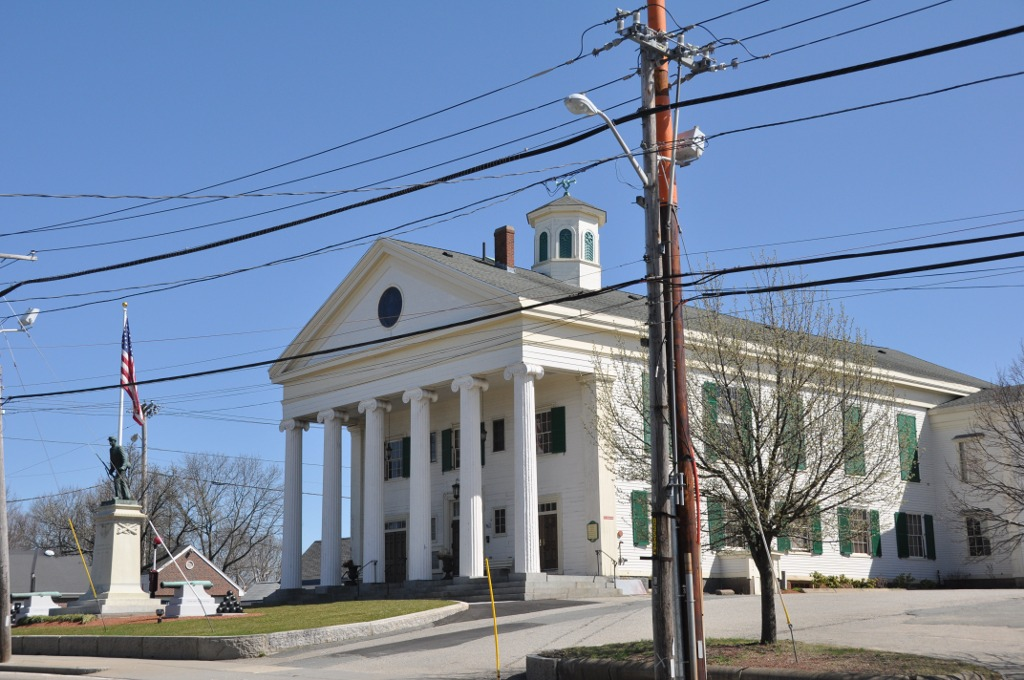
ステットソン・ホール、旧市役所

ランドルフは当初代表制タウンミーティング形式の政府によって統治されていた。2009年4月7日に行われた住民投票により、新しい憲章を採択し、2010年1月に有効となった。政府形態は市政委員会・マネジャー方式に変えられた。
市政委員会は全市を選挙区に選ばれる5人と、4つの小選挙区から選ばれる4人、合計9人で構成されている。その他の委員会としては評価委員会、健康委員会、企画委員会、教育委員会がある。教育委員会は委員7人で構成されている。
| 民主党   | 9,632  | 49.22% |
| 共和党   | 1,277  | 6.53%  |
| 無党派   | 8,561  | 43.75% |
| 少数政党 | 100    | 0.51%  |
| 合計     | 19,570 | 100%   |

## 教育
ランドルフ市には9年生から12年生を教える高校1校（ランドルフ高校）、6年生から8年生を教える中学校1校（ランドルフ・コミュニティ中学校）、幼稚園から5年生を教える小学校4校がある。
小学校前教育（幼稚園）は、それぞれのホームスクールで提供される。チャールズ・G・デバイン幼児センターは2007年に閉鎖された。ブルーヒルズ地域教育学区の一部として、ランドルフの9年生はブルーヒルズ地域工業学校、通称「ブルーヒルズ」、あるいはノーフォーク郡農業学校、通称「アギー」に入学する選択肢がある。この教育学区は教育委員会が運営している。